# Dolichoderus satanus
Dolichoderus satanus är en myrart som beskrevs av Barry Bolton 1995. Dolichoderus satanus ingår i släktet Dolichoderus och familjen myror. Inga underarter finns listade i Catalogue of Life.